# Копальня Хірсон-Коув
Копальня Хірсон-Коув (Hearson Cove) — колишній гірничодобувний майданчик на північному заході Австралії.
З 1968 року на східному узбережжі півострова Бурруп в районі Хірсон-Коув вели видобуток вапнякових пісків, що містили близько 80 % карбонату кальцію та постачались розташованому менш ніж за десяток кілометрів на захід заводу котунів у Дампірі (власником як копальні, так і заводу була компанія Hamersley Iron, що в 1966-му запустила в Дампірі потужний термінал для експорту залізної руди). У 1980-му виробництво котунів зупинили через нерентабельність, що також потягнуло за собою припинення вилучення вапнякових пісків.
Накопичений видобуток в Хірсон-Коув становив 379 тисяч тонн.